# Jerzy Ochmann
Jerzy Grzegorz Ochmann (ur. 12 marca 1934 w Warszawie) – polski uczony, profesor nauk humanistycznych, filozof religii i religioznawca, nauczyciel akademicki Uniwersytetu Jagiellońskiego i innych uczelni.

## Życiorys
W 1963 ukończył studia na Uniwersytecie im. Adama Mickiewicza w Poznaniu. W latach 1964–1974 pracował na Uniwersytecie Wrocławskim, w Instytucie Filozofii. Tam w 1970 obronił pracę doktorską Filozofia Carćana (1501–1576) napisaną pod kierunkiem Andrzeja Nowickiego. W latach 1974–2004 pracował w Instytucie Religioznawstwa Uniwersytetu Jagiellońskiego, tam w 1980 uzyskał stopień doktora habilitowanego. Od 1981 kierował Zakładem Filozofii Religii UJ. W 1996 prezydent Aleksander Kwaśniewski nadał mu tytuł profesora nauk humanistycznych. W latach 2004–2005 pracował w Wyższej Szkole Ekonomiczno-Humanistycznej w Bielsku-Białej, a w latach 2004–2008 w Wyższej Szkole Społeczno-Gospodarczej w Tyczynie. Od 2004 r. związany jest z Wyższą Szkołą Bezpieczeństwa Publicznego i Indywidualnego „Apeiron” w Krakowie.
Członek Komisji Historii i Kultury Żydów Wydziału II Historyczno-Filozoficznego Polskiej Akademii Umiejętności.

## Wybrane publikacje książkowe
(wg źródła)
- 1978 – Polemiki Waleriana Magniego (1586-1661), wyd. Uniwersytet Jagielloński
- 1992 – Historia filozofii żydowskiej, Tom I Starożytna filozofia żydowska, wyd. Uniwersytet Jagielloński
- 1995 – Historia filozofii żydowskiej, Tom II Średniowieczna filozofia żydowska, wyd. Universitas
- 1997 – Historia filozofii żydowskiej, Tom IV Peryferie filozofii żydowskiej, wyd. Univeritas
- 2000 – Historia filozofii żydowskiej, Tom III Filozofia Oświecenia żydowskiego, wyd. Universitas